# Szemnán tartomány
Szemnán tartomány egyike Irán 30 tartományának. Az ország északi részén helyezkedik el, székhelye Szemnán. Területe 96 816 km², az Alborz hegységtől a Dast-e Kavir sivatagig nyúlik el.
2011 novemberi állás szerint nyolc megye tartozik hozzá: Árádán, Dámgán, Garmszár, Mahdi-sahr, Mejámi, Sáhrud, Szemnán és Szorhe. 
1996-ban a tartomány lakossága 501 000 fő volt, 2005-ben Szemnán városának lakossága elérte a 119 778 főt, Sáhrud városában pedig 131 831 fő lakott, így ez a tartomány legnagyobb városa.

## Földrajza
Szemnán tartomány két részre osztható, egy hegyi és egy sík részre a hegység lábánál. Az óperzsa és párthus birodalom több fontos városa volt a közelben, a vidék ásványi kincsekben gazdag volt.
A szomszéd tartományok a következők: északra van Gulisztán és Mázandarán, nyugatra Teherán és Kom, délre Iszfahán és keletre Razavi Horászán.

## Történelme
Az avesztai birodalom idején tizenhat részre volt osztva a tartomány. A médek és Akhaimenidák alatt ez volt a birodalom egyik legnagyobb tartománya.
Az iszlám idején Kúmisz történelmi régió része volt a tartomány és a selyemút átvezetett rajta.
Az Iráni Kulturális Örökség Szervezete 470 történelmi és kulturális helyet tart nyilván Szemnán tartományban.

## Közigazgatási egységei
| Térkép | Megye | Rövidítés    | Bakhsh   | Központ |
| --- | ----- | ------------ | -------- | ------- |
| |       |              |          |         |
| Dámgán | D     | Központ      | Dámgán   |         |
| Dámgán | a     | Amirábád     | Dámgán   |         |
| Garmszár | G     | Központ      | Garmszár |         |
| Garmszár | a     | Árádán       | Garmszár |         |
| Garmszár | e     | Ejvánki      | Garmszár |         |
| Szemnán | S     | Központ      | Szemnán  |         |
| Szemnán | m     | Mahdisahr    | Szemnán  |         |
| Szemnán | s     | Szorhe       | Szemnán  |         |
| Sahrud | Sh    | Központ      | Sáhrud   |         |
| Sahrud | bd    | Bejárdzsmand | Sáhrud   |         |
| Sahrud | bm    | Majámi       | Sáhrud   |         |
| Sahrud | m     | Basztám      | Sáhrud   |         |
| Szomszéd tartományok: E: Iszfahán, G: Golesztán, M: Mázandarán, NKh: Észak-Horászán, Q: Gom, RKh: Razavi Horászán, T: Teherán, Y: Jazd |       |              |          |         |